# Fynbos (ecoregione)
Fynbos è una ecoregione globale che fa parte della lista Global 200 delle ecoregioni prioritarie per la conservazione definita dal WWF. Appartiene al bioma delle Foreste, boschi e macchie mediterranei della regione afrotropicale. Interessa l'area dell'Africa meridionale.
Lo stato di conservazione è considerato in pericolo.

## Territorio
La regione si estende in un'area di 78.000 km² lungo la costa del Sudafrica da Clanwilliam a ovest fino a Port Elizabeth a est, per una larghezza di varia dai 100 ai 200 km. Il territorio è grossomodo coincidente con la Regione floristica del Capo, la più piccola delle regioni floristiche della Terra.
Le piogge superano i 250 mm all'anno e sono in gran parte dai 300 ai 2.500 mm, ma localmente in montagna raggiunge i 5.000 mm. La parte occidentale riceve il 60-80% della sua pioggia in inverno, ma da Swellendam verso est la caduta della pioggia è distribuita più uniformemente durante tutto l'anno. Sulle montagne più alte la siccità estiva è alleviata dalle nuvole che portano umidità dal sud-est e sulla costa occidentale le nebbie marine sono abbastanza frequenti. Durante l'inverno, la neve cade regolarmente sulle montagne più alte, specialmente ad ovest, ma persiste solo sui pendii meridionali. In generale gli inverni sono miti. Le gelate sono sconosciute sulla costa, ma si verificano nell'entroterra e nelle montagne dove sono rare o non gravi.

### Stati
L'ecoregione interessa un solo paese:
- Sudafrica.

### Ecoregioni
L'ecoregione è composta da 2 ecoregioni terrestri:
- AT1202 - Fynbos e renosterveld di pianura
- AT1203 - Fynbos e renosterveld di montagna

## Flora

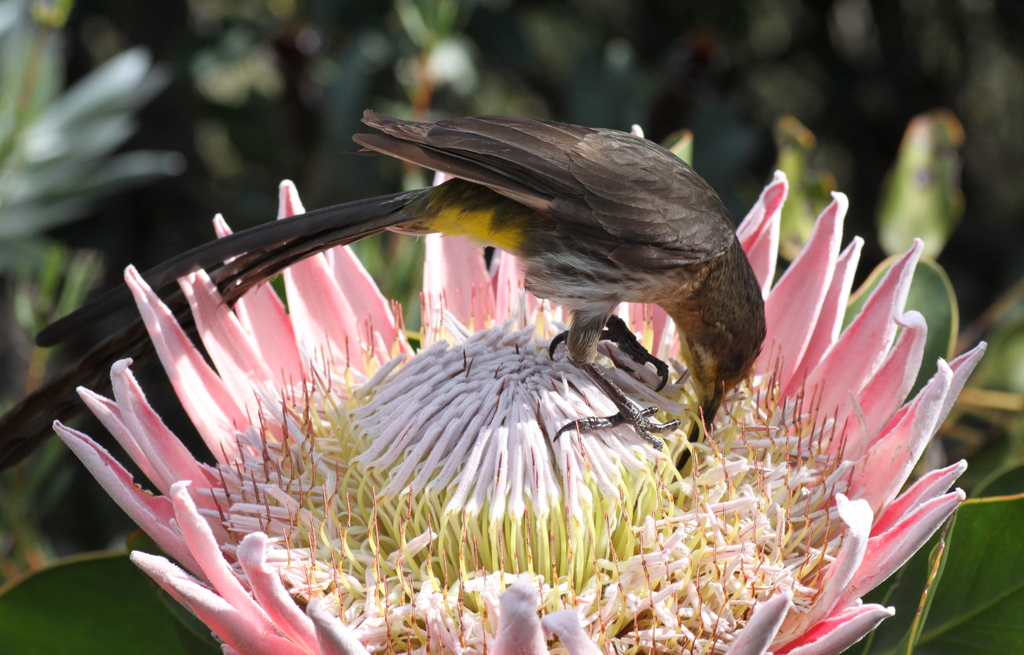
Mangianettare del Capo su una Protea re

La regione ha una vegetazione molto ricca e particolare. Ci sono circa 8.500 specie di piante vascolari di cui il 70% endemiche.  La vegetazione prevalente nella regione è costituita da fynbos, che si presenta più tipicamente sotto forma di arbusti di sclerofille alti 1–3 m. Gran parte delle pianure del Capo, tuttavia, dove non sono coltivate, sono oggi occupate da arbusti secondari dominati dai cosiddetti renosterbos (Elytropappus rhinocerotis). Vi sono prove che la vegetazione originale, che è stata sostituita da Elytropappus, includesse molte specie di affinità tropicale e karoo. Nella stessa pianura costiera il fynbos costiero è la vegetazione prevalente, ma localmente ci sono macchie di macchia dominate principalmente da specie tropicali. I torrenti di montagna in molte parti della regione sono circondati da una boscaglia ripariale e da una foresta di macchia dominata da una miscela di piante endemiche della regione e specie Afromontane.
Fra le migliaia di specie di piante che si trovato nella regione, meritano una menzione la rosa palustre (Oromthamnus zeyheri ), protea Re (Protea cynaroides), protea puntaspilli (Leucospermum cordifolium), Amaryllis belladonna, Gladiolus martleyi, Erica thunbergii, Tritoniopsis burchellii, Aulax cancellata, Mimetes splendidus, Nebelia sphaerocephala e Cyrtanthus flammosus.

## Fauna

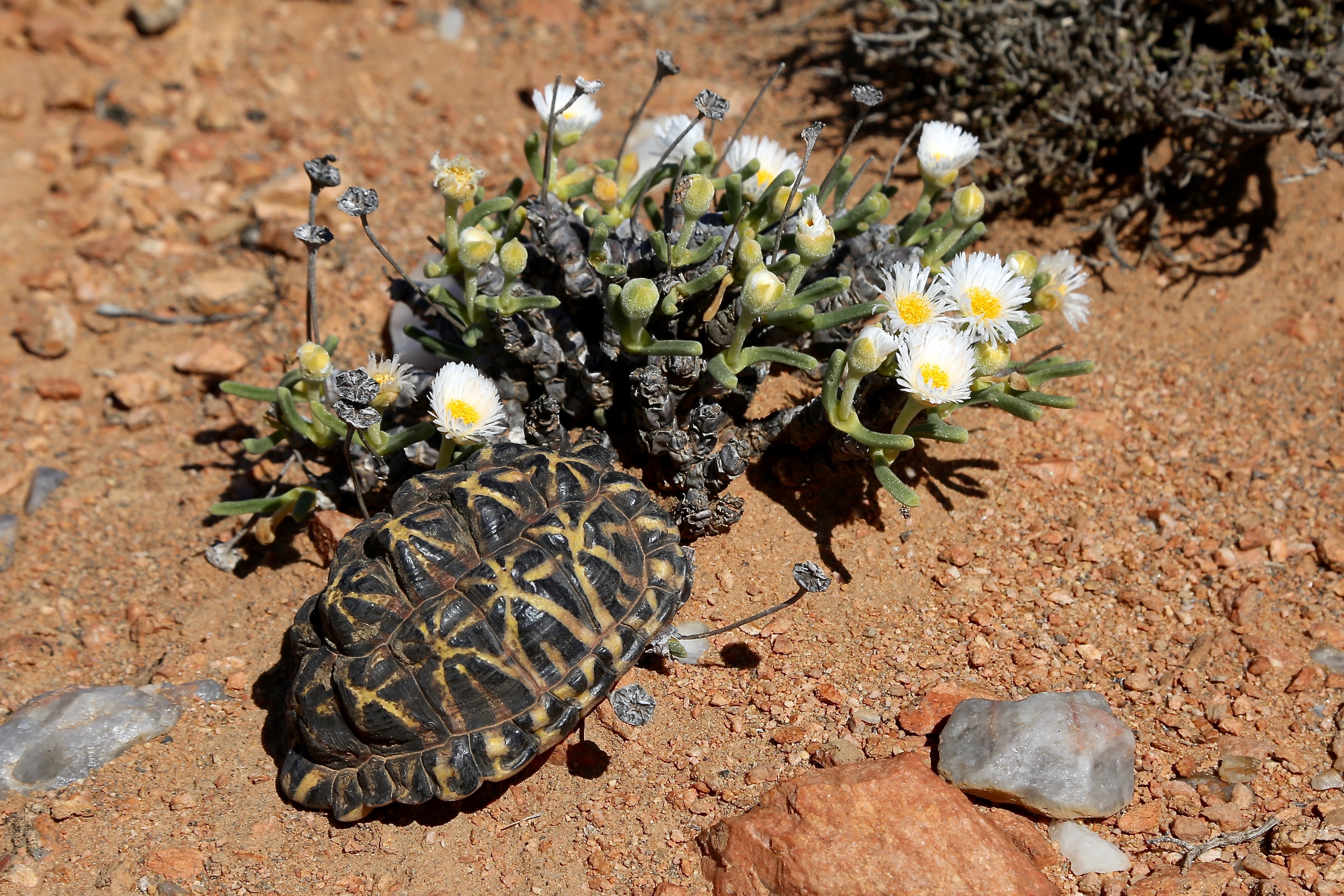
Psammobates tentorius nel Parco nazionale Namaqua

Diversamente dalla flora la fauna della regione non è cosi varia. Le specie di mammiferi includono alcuni endemici, come il bontebok (Damaliscus dorcas dorcas), l'antilope del Capo (Raphicerus melanotis), oltre alla talpa dorata del Capo Chrysochloris asiatica e alla talpa dorata di Visagie Chrysochloris visagiei.
Nella regione c'è una grande abbondanza di specie di uccelli, incluse alcune specie esclusive come il francolino pettogrigio (Pternistis rufopictus), l'inseparabile di Fischer (Agapornis fischeri), il mangianettare del Capo (Promerops cafer), e il tessitore codarossiccia (Histurgops ruficauda).
I rettili endemici includono la rara testuggine stellata (Psammobates tentorius), la vipera meridionale (Bitis armata), il geco della roccia del Capo (Afroedura hawequensis), la lucertola del Sudafrica (Cordylus niger) e geco microlepidota (Goggia microlepidota).

## Conservazione
Lo stato di conservazione della regione è considerato in pericolo. In passato l'intera area è stata fortemente insediata per diversi secoli e ampie aree di vegetazione naturale, in particolare nelle pianure, sono state bonificate per l'agricoltura e lo sviluppo urbano. Le specie esotiche invasive, sia vegetali che animali, insieme a regimi di fuoco alterati, rappresentano una grande minaccia per questa ecoregione.
Nella regione vi sono molte aree protette. Le principali aree protette sono:
- Parco nazionale Garden Route;
- Parco nazionale della montagna della Tavola;
- Parco nazionale dei Bontebo;
- Parco nazionale West Coast;
- Parco nazionale Tsitsikamma;
- Parco nazionale Namaqua;
- Riserva naturale di De Hoop.